# L'avventuriero (film 1967)
L'avventuriero è un film del 1967 diretto da Terence Young, tratto dal romanzo Il pirata (The Rover)  scritto da Joseph Conrad.

## Trama
1797, durante il conflitto tra Napoleone e l'Inghilterra il bucaniere francese Peyrol, esperto marinaio in età matura, viene incaricato di forzare il blocco navale inglese per recapitare un messaggio all'ammiraglio della flotta francese a Tolone. Il messaggio contiene in realtà false indicazioni sui movimenti della flotta francese e lo scopo dell'ammiragliato è proprio quello di far cadere queste nelle mani degli inglesi, ma Peyrol, con la sua abilità e contro tutte le aspettative, riesce a forzare il blocco. La riuscita dell'azione dovrebbe valere a lui ed al suo equipaggio l'amnistia per i loro precedenti atti di pirateria, ma il commissario del popolo Dussard lo accusa di avere rubato un carico d'oro. Pur essendo innocente Peyrol decide di scappare, rifugiandosi nella località in cui è nato da cui manca da oltre quaranta anni, trovando ospitalità presso una vecchia casa dove vive Arlette, una graziosa giovane con evidenti turbe psichiche di cui i ragazzi del paese si fanno beffe, insieme a sua zia Caterina, vedova, a Scevola, un rivoluzionario prepotente e violento, e Michel, un giovane e mite ragazzo zoppo.
Peyrol trova una vecchia tartana che, con l'aiuto di Michel, inizia a ristrutturare per potere riprendere il mare e nel frattempo cerca di capire le ragioni del turbamento di Arlette ma si scontra con un muro di omertà fino a quando una sera, a causa di un principio di incendio causato da Scevola, che agisce per vendetta dopo essere stato picchiato da Peyrol che gli ha impedito di usare violenza alla giovane, questa rivive l'assassinio dei suoi genitori, avvenuto proprio su quella tartana durante la rivoluzione, riuscendo finalmente a superare il suo trauma.
Peyrol, che nel frattempo si è teneramente innamorato della ragazza, è sempre ricercato ma Real, l'ufficiale che ha scoperto il suo nascondiglio, non crede alla versione di Dussard ed evita di arrestarlo, dato che l'ammiragliato intende affidargli la missione di recapitare un altro messaggio (falso come il primo), forzando un'altra volta il blocco inglese, ma Peyrol rifiuta, considerando seriamente di fermarsi definitivamente nel villaggio ed iniziare una nuova vita insieme ad Arlette. La giovane tuttavia si è innamorata di Real e, nonostante la zia Caterina, invaghitasi di Peyrol, gli chieda di restare ugualmente, egli si sente umiliato ed accetta la missione, conscio che la sua piccola barca difficilmente riuscirà a sfuggire alla goletta inglese che incrocia al largo della costa e per questo rifiuta di prendere a bordo Michel che piangendo lo supplica di portarlo con lui.
Il vecchio marinaio sembra riuscire a sfuggire navigando sotto costa ma le cannonate degli inglesi colpiscono la barca uccidendolo ed i marinai che salgono a bordo per ispezionare la barca trovano il plico con il messaggio contenente le informazioni false, atte a sviare il nemico. La missione consisteva proprio nella speranza che Peyrol fosse catturato ed ucciso perché gli inglesi se ne impadronissero.
Arlette piange tra le braccia di Real per la morte di Peyrol, a cui si era affezionata e la zia Caterina vede sfumare definitivamente le sue aspirazioni di vedova di poter iniziare una nuova vita con il valoroso bucaniere.

## Produzione
Il film è stato girato in massima parte all'isola d'Elba (tonnara dell'Enfola, darsena di Portoferraio e promontorio di Fetovaia).